# Pagothenia
Pagothenia és un gènere de peixos pertanyent a la família dels nototènids.

## Distribució geogràfica
Es troba a l'oceà Antàrtic.

## Taxonomia
- Pagothenia borchgrevinki (Boulenger, 1902)[3][4][5]
- Pagothenia brachysoma (Pappenheim, 1912)[6]
- Pagothenia phocae (Richardson, 1844)[7][8][9][10][11][12][13]